# Aeropuerto de Magás
El Aeropuerto de Magás (del ruso: Аэропорт Магас) (IATA: IGT, ICAO: URMS) es un aeropuerto ubicado entre las poblaciones de Ordzhonikidzevskaya y Troitskaya, a unos 30 km al noreste de Magás, capital de la República de Ingusetia, Rusia. También es conocido como "Aeropuerto de Ingusetia" o "Aeropuerto Ordzhonikidzevskaya".
Las instalaciones son gestionadas por la compañía "Aeroport Magas".
El espacio aéreo está controlado desde el FIR de Mineralnie Vodi (ICAO: URMM).
El aeropuerto tiene capacidad para atender 5 vuelos/hora, la terminal de pasajeros puede atender 150 pasajeros/hora y la terminal de carga puede atender una demanda de hasta 100 toneladas/hora.

## Pista
Cuenta con dos pistas no cruzadas. La primera, de asfalto en dirección 10/28 de 2.312 х 40 m (7.583 x 131 pies). La segunda, de hormigón en dirección 09/27 de 3.000 x 46 m (9.842 x 151 pies).
El aeropuerto puede recibir y realizar el mantenimiento de aeronaves del tipo Yakovlev Yak-40, Yakovlev Yak-42, Antonov An-24, Tupolev Tu-134, Tupolev Tu-154, CRJ200, así como todo tipo de helicópteros.